# Hałuszowski Potok
Hałuszowski Potok – potok, prawy dopływ Krośnicy.
Potok spływa z północnych stoków Pienin Czorsztyńskich. Ma źródło na wysokości 669 m na północnych stokach przełęczy Sańba, zasilany jest także niewielkim dopływem spod przełęczy Osice. Spływa początkowo w kierunku północnym, później północno-wschodnim przez miejscowość Hałuszowa i na wysokości około 520 m uchodzi do Krośnicy.
Cała zlewnia Hałuszowskiego Potoku znajduje się w granicach wsi Hałuszowa w województwie małopolskim, w powiecie nowotarskim.